# バルナウル
バルナウル（Barnaul、ロシア語: Барнау́л）は、ロシア連邦の都市。人口は63万0877人（2021年現在）。シベリア連邦管区の南西、アルタイ地方の行政の中心都市である。ノヴォシビルスクの南220キロメートルに位置する。

## 地理
西シベリア平原のオビ川に沿って拓けた町である。アルタイ山脈に最も近い大都市であり、カザフスタン、モンゴル、中国にも近い。

## 歴史
鉱物資源が豊富なアルタイ山脈に近く、オビ川の水運も利用できることから、シベリアで最初に入植が進んだ町の一つである。1730年代にこの地が産する銅に目をつけたロシアの大富豪・デミドフ家によって町が作られた。1747年には銀鉱山も発見される。デミドフ家の工場は、ほどなくロシア皇帝に接収され、ロシアの銀生産の拠点都市となる。19世紀初頭までにロシアが産する銀の90%はアルタイ地方からであった。バルナウルにはロシア最大の銀の精錬工場があり、生産量の増加とともに市の人口も増えていった。20世紀の初めまでにはバルナウルは、この地方の交易や文化の中心地に成長した。トルキスタン・シベリア鉄道が開通すると交通の拠点ともなった。
第二次世界大戦ではアルタイ地方の人々の多くが前線に出征し、数十万人が命を落とした。戦場からは遠く離れていたバルナウルの中心部にはロシア正教の教会や戦没者記念碑があるのはこのためである。戦地を逃れ多くの工場がこの地に疎開したために、第二次世界大戦を契機に市の工業は大きく発展した。現在でもロシア最大の兵器工場の1つがバルナウルにある。
また、戦後には第128収容施設（ラーゲリ）が設置されて、シベリア抑留の対象となった日本人捕虜が収容された。
今日のバルナウルは西シベリア最大の工業都市であり、約12万人の労働者が100を越える企業に従事している。ダイアモンドの研磨業も市の新しい産業で、ロシアで唯一、バルナウルだけで行われている。

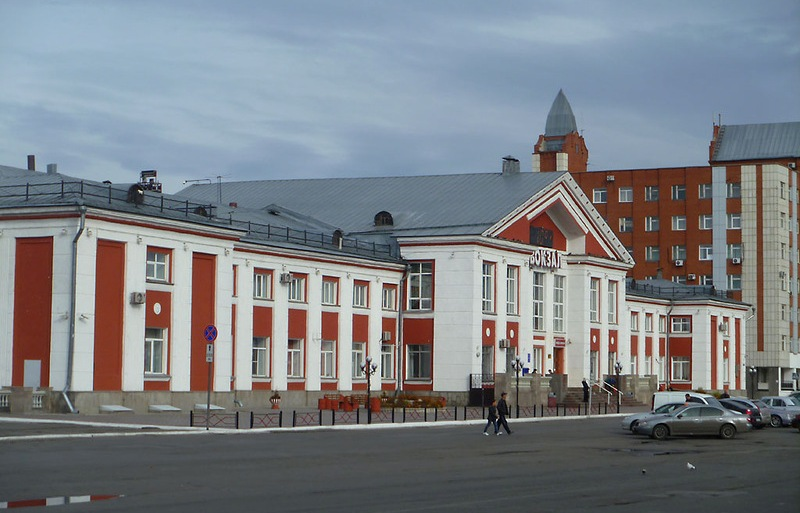
バルナウル駅

## 姉妹都市
- フラッグスタッフ、アメリカ合衆国
- サラゴサ、スペイン
- 新疆ウイグル自治区、中国 2007年
- オスケメン、カザフスタン 2012年

## 気候
シベリアのステップ地帯の南限に位置することから、夏と冬の気温差が激しい。
| バルナウルの気候                  | バルナウルの気候 | バルナウルの気候 | バルナウルの気候 | バルナウルの気候 | バルナウルの気候 | バルナウルの気候 | バルナウルの気候 | バルナウルの気候 | バルナウルの気候 | バルナウルの気候 | バルナウルの気候 | バルナウルの気候 | バルナウルの気候 |
| 月                                | 1月              | 2月              | 3月              | 4月              | 5月              | 6月              | 7月              | 8月              | 9月              | 10月             | 11月             | 12月             | 年               |
| --------------------------------- | ---------------- | ---------------- | ---------------- | ---------------- | ---------------- | ---------------- | ---------------- | ---------------- | ---------------- | ---------------- | ---------------- | ---------------- | ---------------- |
| 最高気温記録 °C （°F）            | 5.3 (41.5)       | 7.4 (45.3)       | 16.4 (61.5)      | 32.3 (90.1)      | 37.4 (99.3)      | 36.6 (97.9)      | 37.9 (100.2)     | 38.3 (100.9)     | 34.0 (93.2)      | 27.4 (81.3)      | 15.3 (59.5)      | 6.3 (43.3)       | 38.3 (100.9)     |
| 平均最高気温 °C （°F）            | −10.8 (12.6)     | −8.1 (17.4)      | −0.6 (30.9)      | 10.1 (50.2)      | 20.1 (68.2)      | 24.3 (75.7)      | 26.3 (79.3)      | 24.3 (75.7)      | 17.7 (63.9)      | 9.2 (48.6)       | −2.2 (28)        | −8.5 (16.7)      | 8.5 (47.3)       |
| 日平均気温 °C （°F）              | −15.5 (4.1)      | −13.7 (7.3)      | −6.5 (20.3)      | 3.8 (38.8)       | 12.8 (55)        | 17.7 (63.9)      | 19.9 (67.8)      | 17.4 (63.3)      | 11.0 (51.8)      | 3.8 (38.8)       | −6.3 (20.7)      | −12.9 (8.8)      | 2.6 (36.7)       |
| 平均最低気温 °C （°F）            | −20.1 (−4.2)     | −18.7 (−1.7)     | −11.8 (10.8)     | −1.2 (29.8)      | 6.5 (43.7)       | 11.6 (52.9)      | 14.0 (57.2)      | 11.6 (52.9)      | 5.6 (42.1)       | −0.4 (31.3)      | −10.0 (14)       | −17.4 (0.7)      | −2.5 (27.5)      |
| 最低気温記録 °C （°F）            | −48.2 (−54.8)    | −42.9 (−45.2)    | −35.5 (−31.9)    | −27.6 (−17.7)    | −8.8 (16.2)      | −1.2 (29.8)      | 2.9 (37.2)       | 0.4 (32.7)       | −7.8 (18)        | −27.0 (−16.6)    | −38.9 (−38)      | −43.1 (−45.6)    | −48.2 (−54.8)    |
| 降水量 mm （inch）                | 24 (0.94)        | 18 (0.71)        | 17 (0.67)        | 28 (1.1)         | 40 (1.57)        | 55 (2.17)        | 68 (2.68)        | 44 (1.73)        | 43 (1.69)        | 37 (1.46)        | 37 (1.46)        | 31 (1.22)        | 433 (17.05)      |
| 平均降雨日数                      | 0.4              | 1                | 3                | 12               | 17               | 16               | 17               | 15               | 16               | 14               | 6                | 1                | 118              |
| 平均降雪日数                      | 22               | 20               | 16               | 9                | 2                | 0.1              | 0                | 0                | 1                | 10               | 18               | 24               | 122              |
| % 湿度                            | 78               | 76               | 74               | 63               | 55               | 64               | 70               | 70               | 69               | 73               | 79               | 79               | 71               |
| 平均月間日照時間                  | 77               | 112              | 178              | 218              | 272              | 315              | 320              | 265              | 199              | 109              | 75               | 64               | 2,204            |
| 出典1：pogoda.ru.net              |                  |                  |                  |                  |                  |                  |                  |                  |                  |                  |                  |                  |                  |
| 出典2：NOAA (sun only, 1961-1990) |                  |                  |                  |                  |                  |                  |                  |                  |                  |                  |                  |                  |                  |